# Zak Penn
Pour les articles homonymes, voir Penn.
Zak Penn, né en 1968, est un acteur, réalisateur, scénariste et producteur de cinéma américain. Il est surtout connu pour son implication dans des films de super-héros hollywoodiens. Il écrit également des scénarios de jeux vidéo.

## Carrière
Zak Penn est révélé en 1993 par le script de la satire du cinéma d'action Last Action Hero, réalisée John McTiernan, dont il a conçu l'histoire originale avec Adam Leff. Avec ce dernier, il signe aussi le script d'une comédie indépendante, PCU (en), filmée par Hart Bochner, et sortie en 1994. À la fin des années 1990, il s'associe à Kerry Ehrin pour écrire le scénario de la comédie d'action Inspecteur Gadget, de David Kellogg.
Par la suite, Penn devient un scénariste habitué de superproductions hollywoodiennes. Il se spécialise surtout dans la réécriture de blockbusters de super-héros : X-Men 2 (2003) de Bryan Singer, Elektra (2005), de Rob Bowman, X-Men : L'Affrontement final (2006), de Brett Ratner, L'Incroyable Hulk (2008), de Louis Leterrier ou encore Avengers (2012), de Joss Whedon.
En 2011, il crée et supervise l'écriture d'une série télévisée dédiée aux super-héros, Alphas. La série ne durera que deux saisons, diffusées par la chaîne câblée SyFy.
En juillet 2012, Avatar Press a publié le premier numéro de la première bande dessinée de Penn, Hero Worship. La série de six numéros est co-écrite avec le scénariste Scott Murphy de Star Wars: The Clone Wars et dessinée par Michael DiPascale. Il est centré sur Zenith, un héros indestructible qui a des fans après chaque catastrophe, essayant d’entrevoir la célébrité ultime et risquant ainsi leur vie.
En 2014, il dévoile le documentaire Atari: Game Over. Il est ensuite engagé pour réécrire le script du nouveau blockbuster de Steven Spielberg, Ready Player One. Le film sort en 2018.
Penn est également membre du jury du studio numérique Filmaka, une plateforme permettant aux cinéastes non découverts de montrer leur travail aux professionnels de l'industrie.

## Filmographie

### comme acteur
- 1994 : PCU (en) de Hart Bochner
- 1997 : Star Maps de Miguel Arteta
- 2000 : Chuck & Buck de Miguel Arteta
- 2001 : Osmosis Jones de Bobby Farrelly et Peter Farrelly
- 2004 : lui-même dans Incident at Loch Ness de Zak Penn

### comme scénariste
- 1993 : Last Action Hero de John McTiernan
- 1994 : PCU (en) de Hart Bochner
- 1999 : Inspecteur Gadget de David Kellogg
- 2001 : En territoire ennemi de John Moore
- 2003 : X-Men 2 de Bryan Singer
- 2004 : Incident au Loch Ness de Zak Penn
- 2004 : Suspect Zero d'E. Elias Merhige
- 2005 : Elektra de Rob Bowman
- 2006 : X-Men : L'Affrontement final de Brett Ratner
- 2007 : The Grand de Zak Penn
- 2008 : L'Incroyable Hulk de Louis Leterrier
- 2009 : Spy Hunter
- 2012 : Avengers de Joss Whedon
- 2018 : Ready Player One de Steven Spielberg
- 2020 : Free Guy de Shawn Levy

### comme réalisateur
- 2004 : Incident au Loch Ness
- 2007 : The Grand
- 2014 : Atari: Game Over (en)

### comme producteur
- 2001 : Osmosis Jones de Bobby Farrelly et Peter Farrelly
- 2002 : Ozzy et Drix (série TV)
- 2004 : Incident au Loch Ness de Zak Penn
- 2007 : The Grand de Zak Penn

### autres
- 1998 : Fourmiz (Antz) (consultant au scénario)

## Nominations
Last Action Hero a été nommé aux Golden Raspberry Awards de 1993 pour le pire scénario. Le prix fut remporté par Proposition indécente d'Adrian Lyne.